# Ralph Stafford
Ralph Stafford, conde de Stafford (24 de septiembre de 1301-31 de agosto de 1372) fue un noble inglés, hijo de Edmund Stafford, Barón Stafford y su esposa Margaret Bassett y notable militar que participó durante la guerra de los Cien Años.

## Primeros años y familia
Ralph nació el 24 de septiembre de 1301, el hijo de Edmund Stafford, I barón Stafford y Margaret Bassett. Tras haber perdido a su padre a la edad de siete años, Ralph creció con los parientes de su madre, incluyendo su segundo esposa, Thomas Pipe. Tuvo su primera experiencia de servicio al rey cuando, junto con sus hermanos y su padrastro, se unió al séquito de Ralph, II señor Bassett.

## Carrera
Stafford fue nombrado caballero en 1327 y luchó poco después contra los escoceses. Su participación en la liberación del rey Eduardo III de Inglaterra, bajo el comando de Roger Mortimer, conde de March, le sirvió para ganarse la gratitud del rey. En verano de 1332 fue nombrado comisionado de la paz en Staffordshire y sirvió en el extranjero en los servicios reales junto a Hugh de Audley, conde de Gloucester. Asimismo volvió a participar en las luchas contra Escocia comandando a los arqueros en la batalla de Dupplin Moor, el 11 de agosto de 1332.
Fue convocado primero al Parlamento por escrito como Señor Stafford el 29 de noviembre de 1336 y continuó asistiendo hasta 1350. Su carrera militar continuó, acompañando el rey Eduardo a Francia en 1338 como asesor y estuvo presente en la batalla naval de Sluys el 24 de junio de 1340. También luchó en el sitio de Brest y el asedio de Morlaix. Fue capturado en Vannes, pero obtuvo su liberación a tiempo para negociar una tregua en Malestroit.
El 6 de enero de 1341 fue nombrado mayordomo de la Casa Real, sin embargo renunció a dicho cargo el 29 de marzo de 1345 al asumir una nueva posición como senescal de Aquitania, territorio inglés en Francia, donde permaneció por alrededor de un año. Participó en la batalla de Auberoche, el asedio de Aiguillon, de donde escapó antes de su levantamiento, una incursión en Barfleur y la victoria inglesa en la batalla de Crecy, el 26 de agosto de 1346. Además se convirtió en uno de los veintiséis miembros fundadores y el quinto en ser nombrado caballero de la Orden de la Jarretera en 1348.
En noviembre de 1347, tras la muerte de su suegro paso a ocupar las posesiones del mismo sin pagar ningún impuesto al rey, lo que indica la cercana relación entre Ralph y el rey. De esta forma se convierte en un hombre rico gracias a sus propiedades y las ganancias obtenidas de sus campañas en Francia.
Eduardo III como recompensa a sus capitanes de guerra y como celebración de su año jubilar, creó una serie de nuevos títulos con dignidad de par recibiendo Ralph el título de primer conde de Stafford el 5 de marzo de 1350, además de una renta anual de 1 000 marcos. Además sustituye a Enrique de Grosmont, Duque de Lancaster como teniente del rey en Gascuña sin embargo luego fue remplazado por Eduardo, príncipe de Gales.
Sirvió como comandante militar incluso cuando contaba con sesenta años y como muestra de esto fue enviado a Francia e Irlanda en 1361, acompañado por Leonel de Amberes, con el objetivo de restablecer el control real.

## Matrimonio y descendencia
Alrededor de 1326, Stafford se casó con Katherine Hastang (también conocida como Katherine Hastings). Katherine era hija de Sir John de Hastang, de Chebsey, Staffordshire. Ralph y Katherine tuvieron dos hijas:
- Margaret, casada con Sir John de Bramshall (o Wickham), de Stafford.
- Joan, casada con Sir Nicholas de Beke.

Tras enviudar raptó a Margaret de Audley, baronesa Audley, hija de Hugh de Audley, conde de Gloucester y Margaret de Clare, cuyas posesiones generaban alrededor de £ 2 314 por año, diez veces más que las que de Stafford. Los padres de Margaret presentaron su denuncia ante Eduardo III, sin embargo el rey respaldó el accionar de Ralph. En compensación, el rey creó a Hugh primer conde de Gloucester. Margaret de Audley y Stafford contrajeron el 6 de julio de 1336 y fruto del matrimonio nacieron dos hijos y cuatro hijas:
- Ralph de Stafford (m. 1347), casado con Maud de Lancaster, hija de Enrique de Grosmont, duque de Lancaster e Isabel de Beaumont en 1344.[2][4]
- Hugh Stafford, conde de Stafford, nació c. 1336 en Staffordshire. Casado con Philippa de Beauchamp, fueron ancestros de los duques de Buckingham (creación de 1444).[4]
- Elizabeth de Stafford (Staffordshire, c. 1340-7 de agosto de 1376), casó en primeras nupcias con Fulk le Strange;[4] luego con John de Ferrers, III Barón Ferrers de Chartley y en terceras nupcias con Reginald de Cobham, II Barón Cobham.[5]
- Beatrice de Stafford (Staffordshire, c. 1341-1415) casó en 1350 con Maurice FitzGerald, II conde de of Desmond. Al enviudar en junio de 1358, casó con Thomas de Ros, IV barón de Ros, de Helmsley. Casó por tercera vez con Sir Richard Burley.[4]
- Joan de Stafford (Staffordshire, c. 1344-1397), se casó primero con John Charleton, III Barón Cherleton[4] y tras enviudar, con Gilbert Talbot, III Barón Talbot.[6]
- Katherine de Stafford (Staffordshire, c. 1348-diciembre de 1361), casó el 25 de diciembre de 1357 con Sir John de Sutton III (1339-c. 1370 o 1376). Son ancestros de  Sir John de Sutton V.[7]

## Muerte
Murió el 31 de agosto de 1372 en el  castillo de Tonbridge, en Kent. Fue enterrado en el priorato de Tonbridge junto a sus padres y su segunda esposa.

## Distinciones honoríficas

### Órdenes de caballería
- Caballero de la Orden de la Jarretera (1348).[9]

### Heráldica
Stafford... or a chevron gules... RALPH, K.G., founder 1344, 2nd baron (1st Earl) bore it at the siege of Calais...
Staford... de oro un chevrón de gules... RALPH, Caballero de la Jarretera, fundador, segundo barón (primer conde) sostuvo el sitio de Calais...

| Nobleza de Inglaterra       |                             |                        |
| Predecesor: Edmund Stafford | Barón Stafford 1308–1372    | Sucesor: Hugh Stafford |
| Nueva creación              | Conde de Stafford 1350–1372 | Sucesor: Hugh Stafford |